# Holmes Rock, Östantarktis
Holmes Rock är en ö i Antarktis. Den ligger i Östantarktis. Australien gör anspråk på området. Toppen på Holmes Rock är 8 meter över havet.
Den ingår i Balaena Islands och ligger 2,3 km sydväst om Thompson Island.